# 空と海があるように
「空と海があるように」（そらとうみがあるように）は、日本のバンドTUBEの52枚目のシングルである。2010年12月8日発売。発売元はソニー・ミュージックアソシエイテッドレコーズ。

## 概要
2004年「Miracle Game」以来となる冬のリリースシングル。初回生産限定盤はわたせせいぞう・描き下ろしオリジナルコミックが付いており、三方背BOX仕様となっている。ミュージック・ビデオもわたせせいぞうによるイラストで構成されている。

## 収録曲
| 全作詞: 前田亘輝、全作曲: 春畑道哉、全編曲: TUBE。 |                                       |          |            |      |
| #                                                  | タイトル                              | 作詞     | 作曲・編曲 | 時間 |
| 1.                                                 | 「空と海があるように」                | 前田亘輝 | 春畑道哉   | 4:50 |
| 2.                                                 | 「君の中の未来から」                  | 前田亘輝 | 春畑道哉   | 4:23 |
| 3.                                                 | 「空と海があるように（Instrumental)」 | 前田亘輝 | 春畑道哉   | 4:49 |
| 4.                                                 | 「君の中の未来から (Instrumental)」   | 前田亘輝 | 春畑道哉   | 4:23 |
| 合計時間:                                          | 合計時間:                             | 18:25    |            |      |

## 収録アルバム
- RE-CREATION (#1)
- All Singles TUBEst -White- (#1)

## タイアップ
空と海があるように
- 読売テレビ・日本テレビ系『情報ライブ ミヤネ屋』エンディングテーマ